# Межирічка (Коростенський район)
Межирі́чка — село в Україні, у Коростенському районі Житомирської області. Увійшло до Коростенської міської громади. Населення становить 144 особи.

## Історія
Колишня назва — Межирічі.
У 1906 році село Татариновицької волості Овруцького повіту Волинської губернії. Відстань від повітового міста 27 верст, від волості 8. Дворів 94, мешканців 639.
7 листопада 1921 р. під час Листопадового рейду через Межирічі проходила Волинська група (командувач — Юрій Тютюнник) Армії Української Народної Республіки.
До 28 серпня 1951 року село входило до складу Народицького району.

## Пам'ятки
У селі знаходяться пам'ятки архітектури національного значення — дерев'яна Миколаївська церква (реєстраційний № 157/1) та її дзвіниця (реєстраційний № 157/2).
Пам'ятник уродженцю села, Герою Радянського Союзу Олександру Трипольському.

## Відомі люди
- В селі народився Трипольський Олександр Володимирович (29.11.1902) — радянський підводник, Герой Радянського Союзу (1940) р.

## Галерея

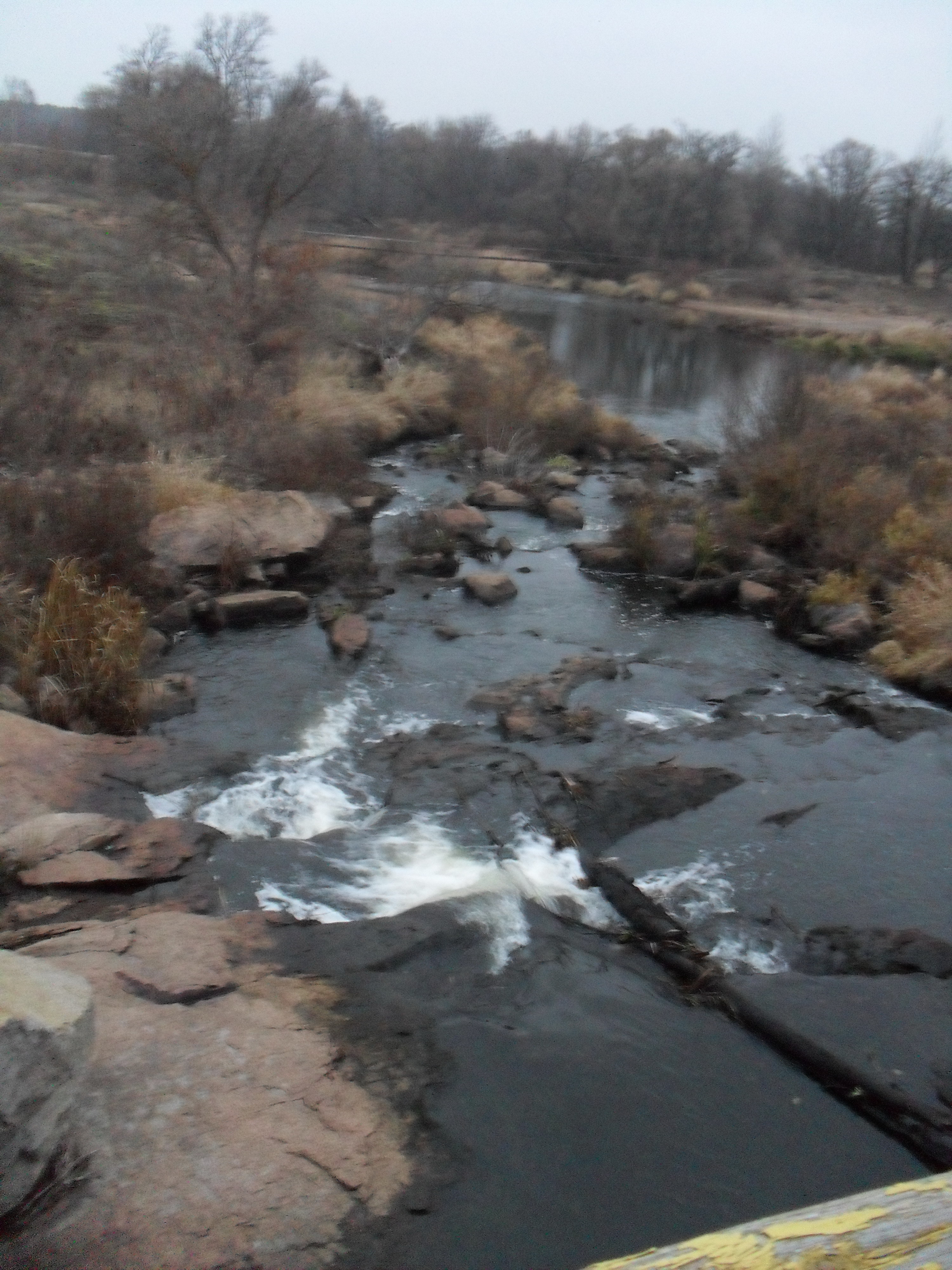
Річка Уж в с. Межирічка
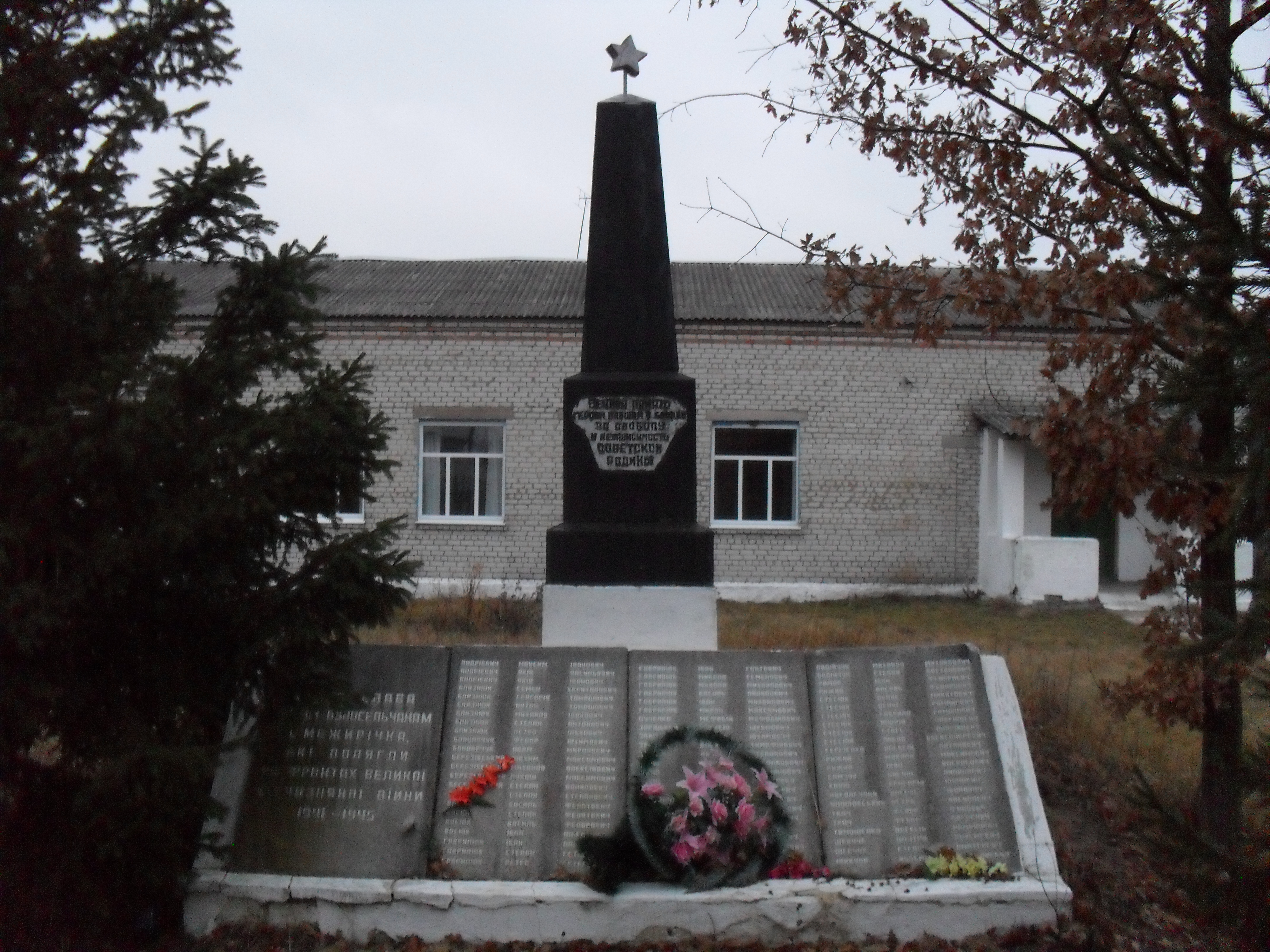
Братська могила в селі
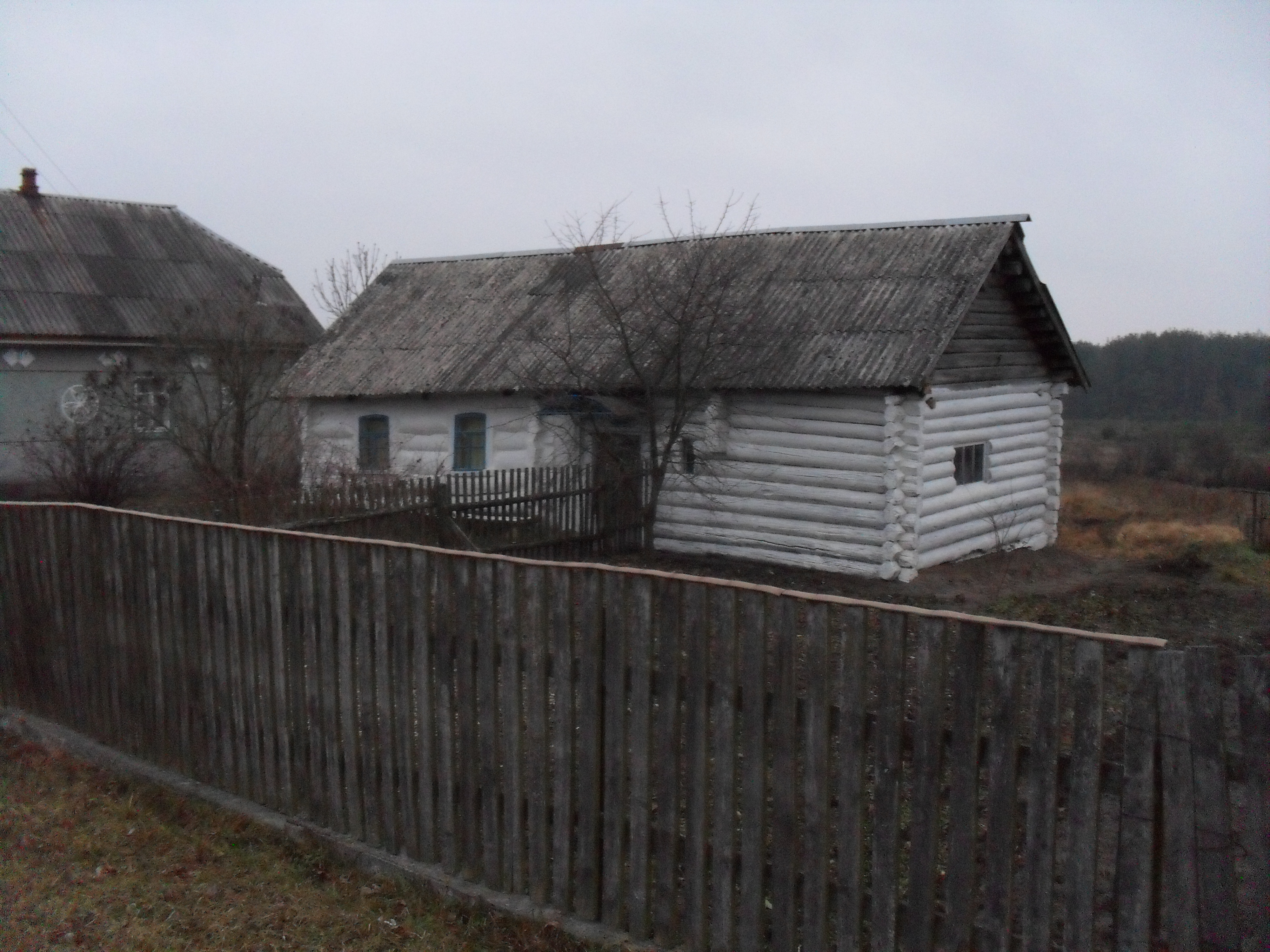
Традиційна хата
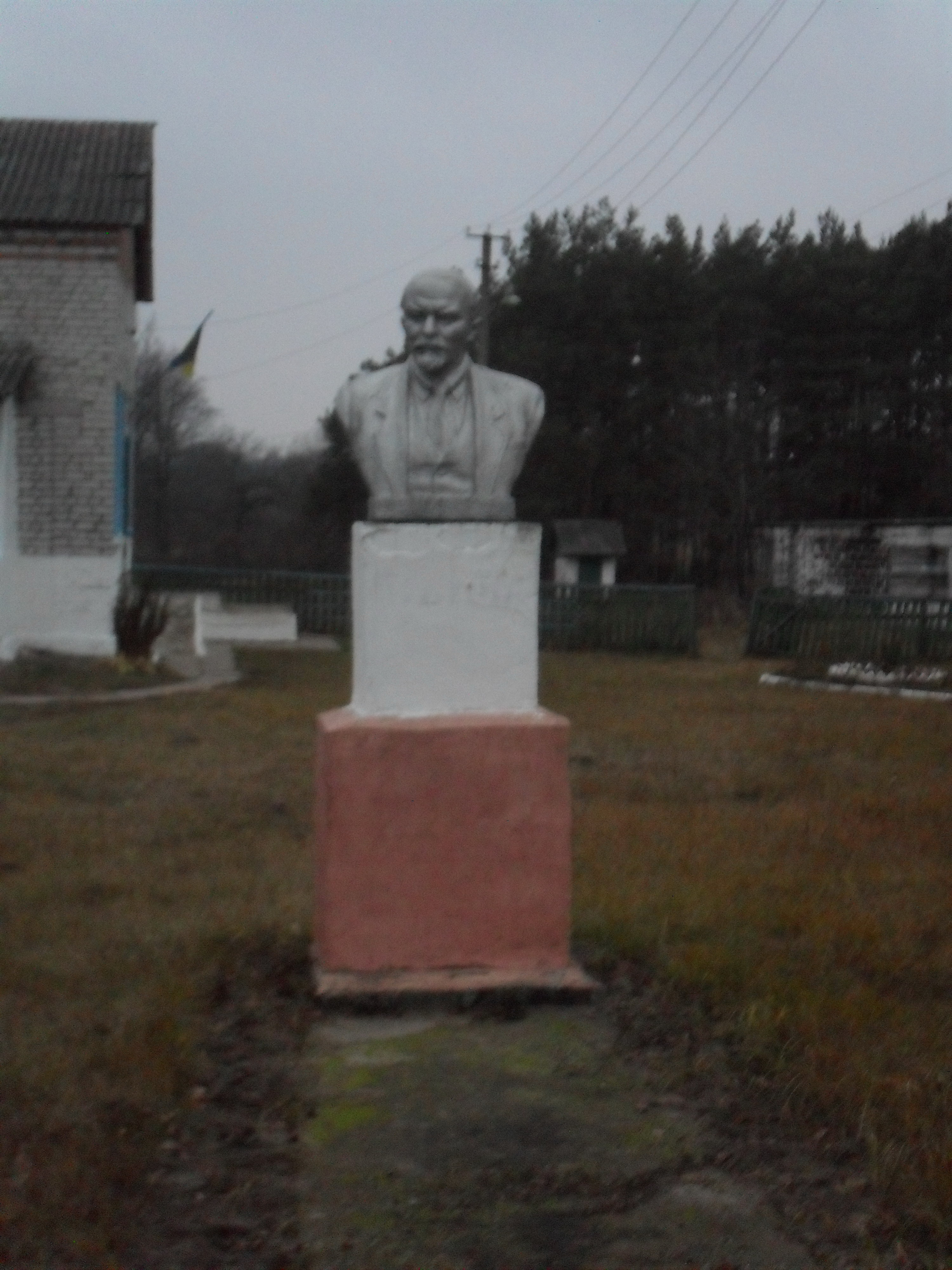
Пам'ятник Леніну
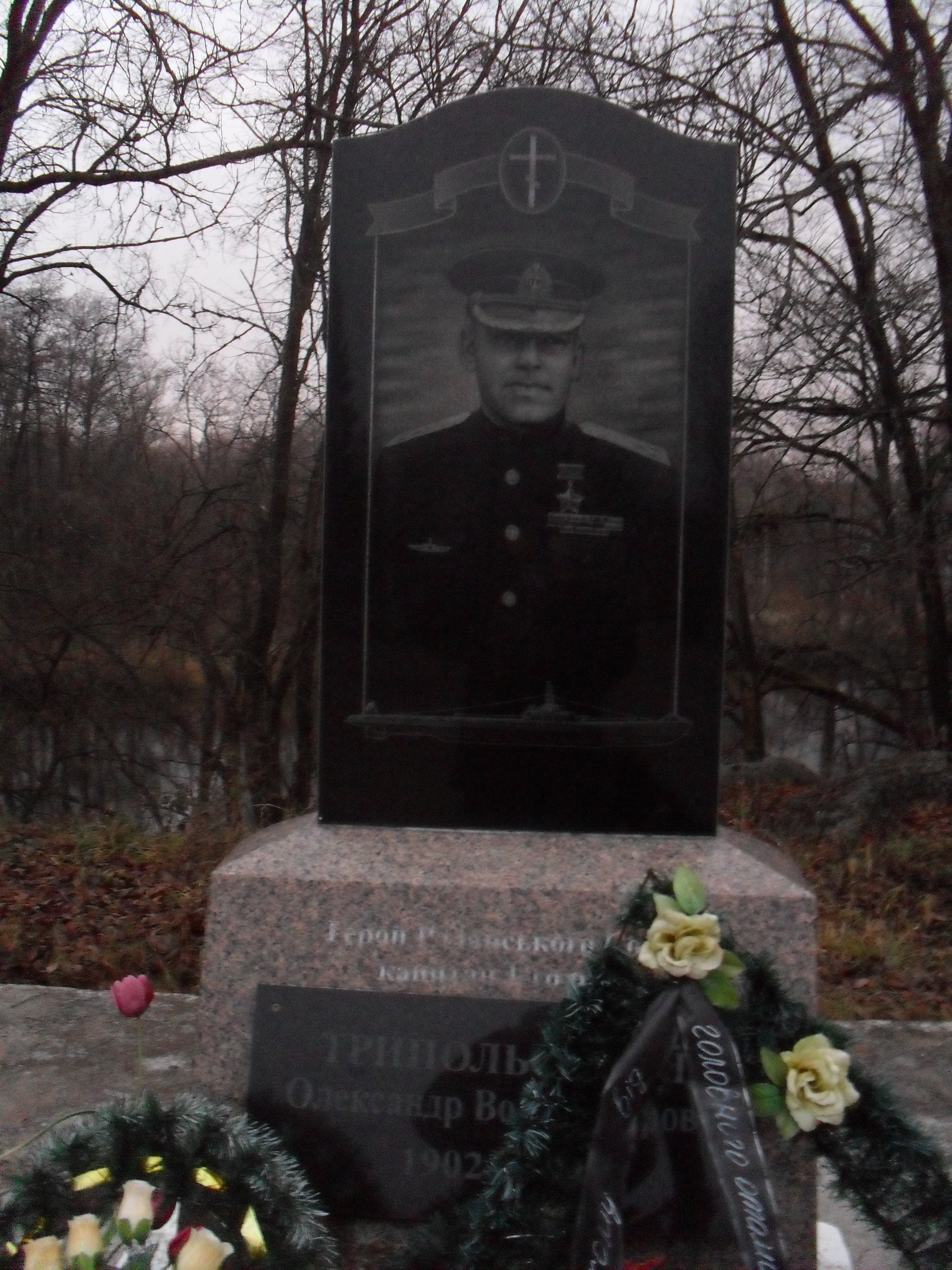
Пам'ятник Герою Радянського Союзу Трипольському Олександру Володимировичу
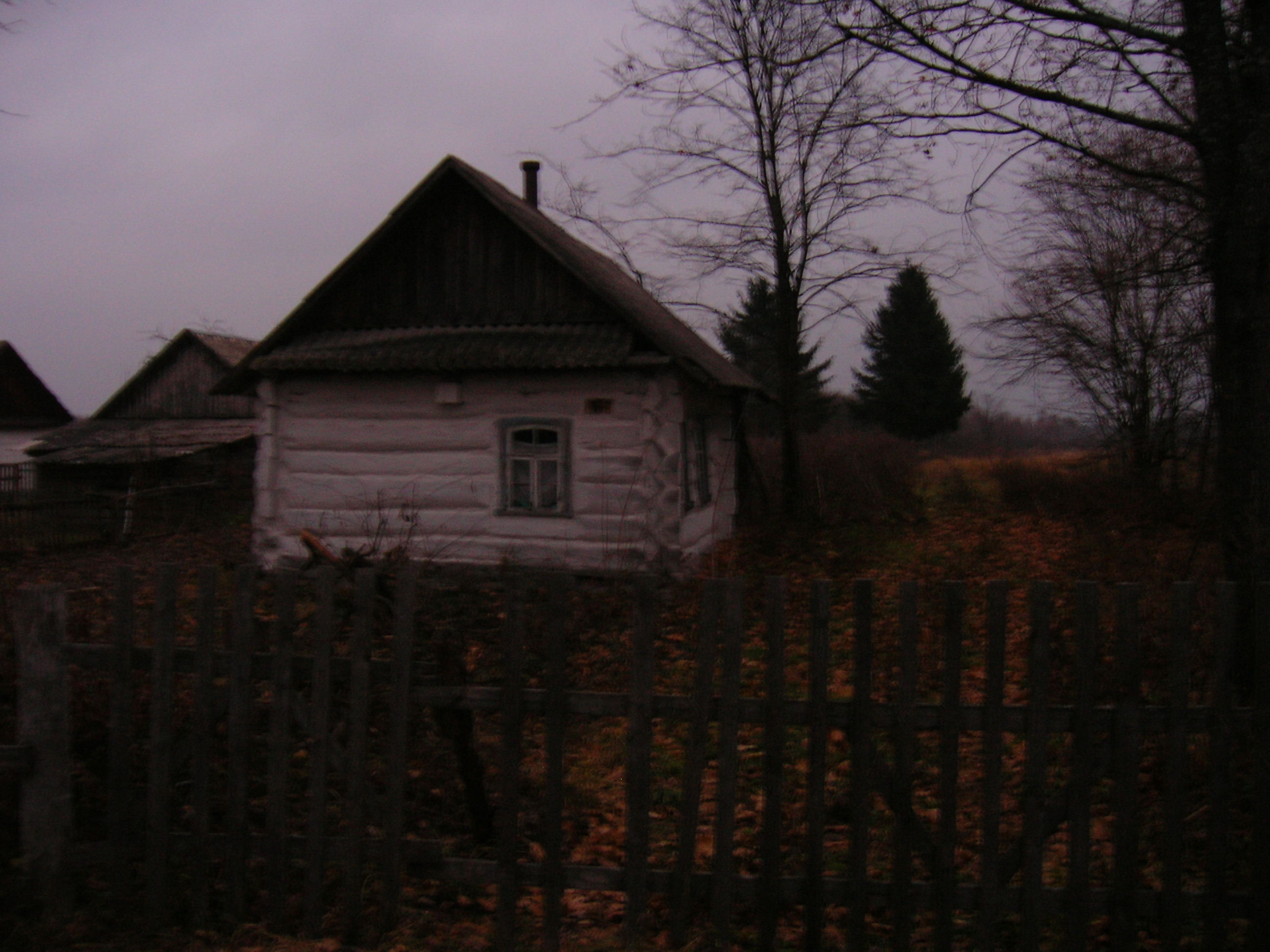
Стара хата в Межирічці
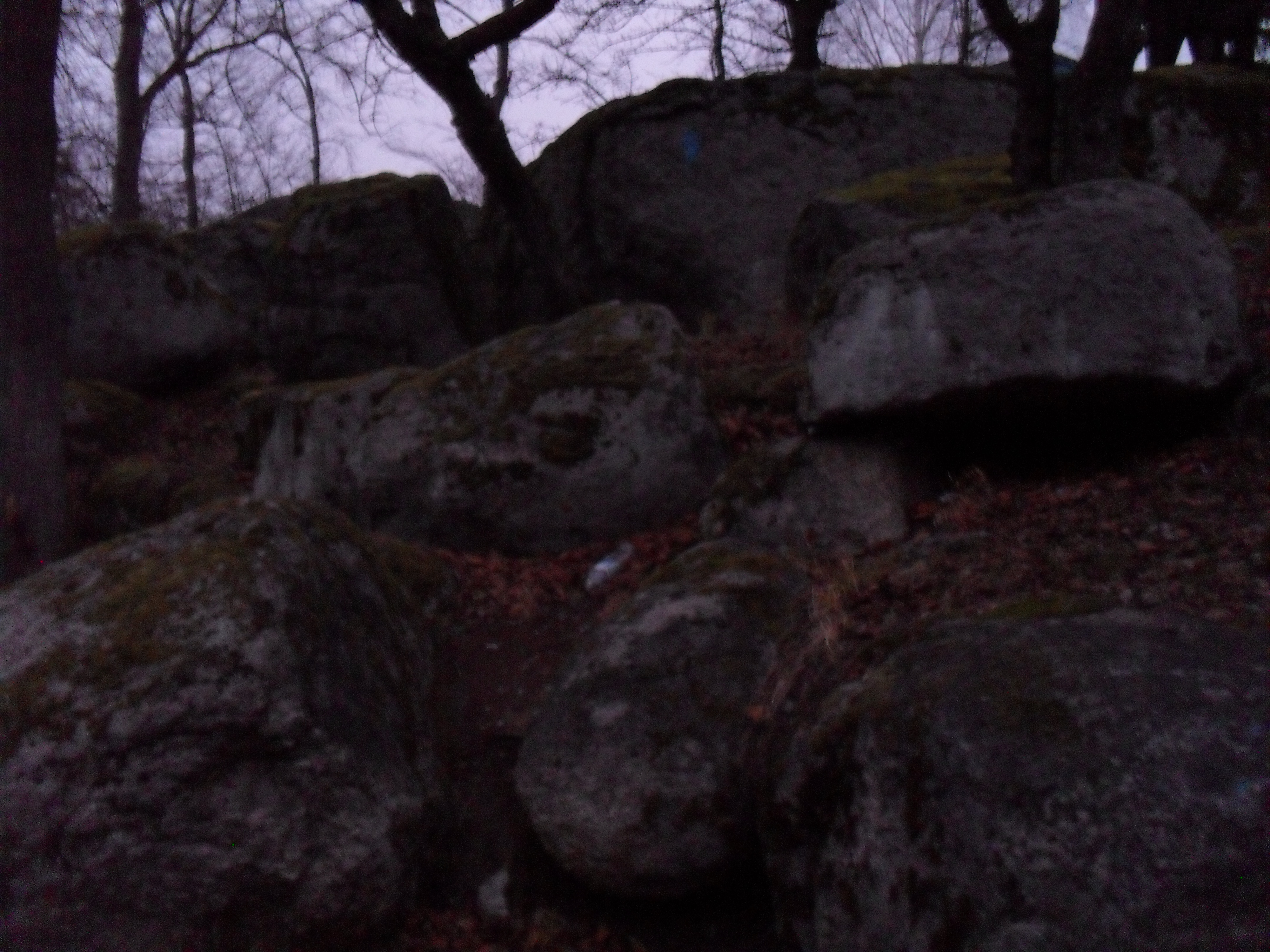
В долині річки Уж
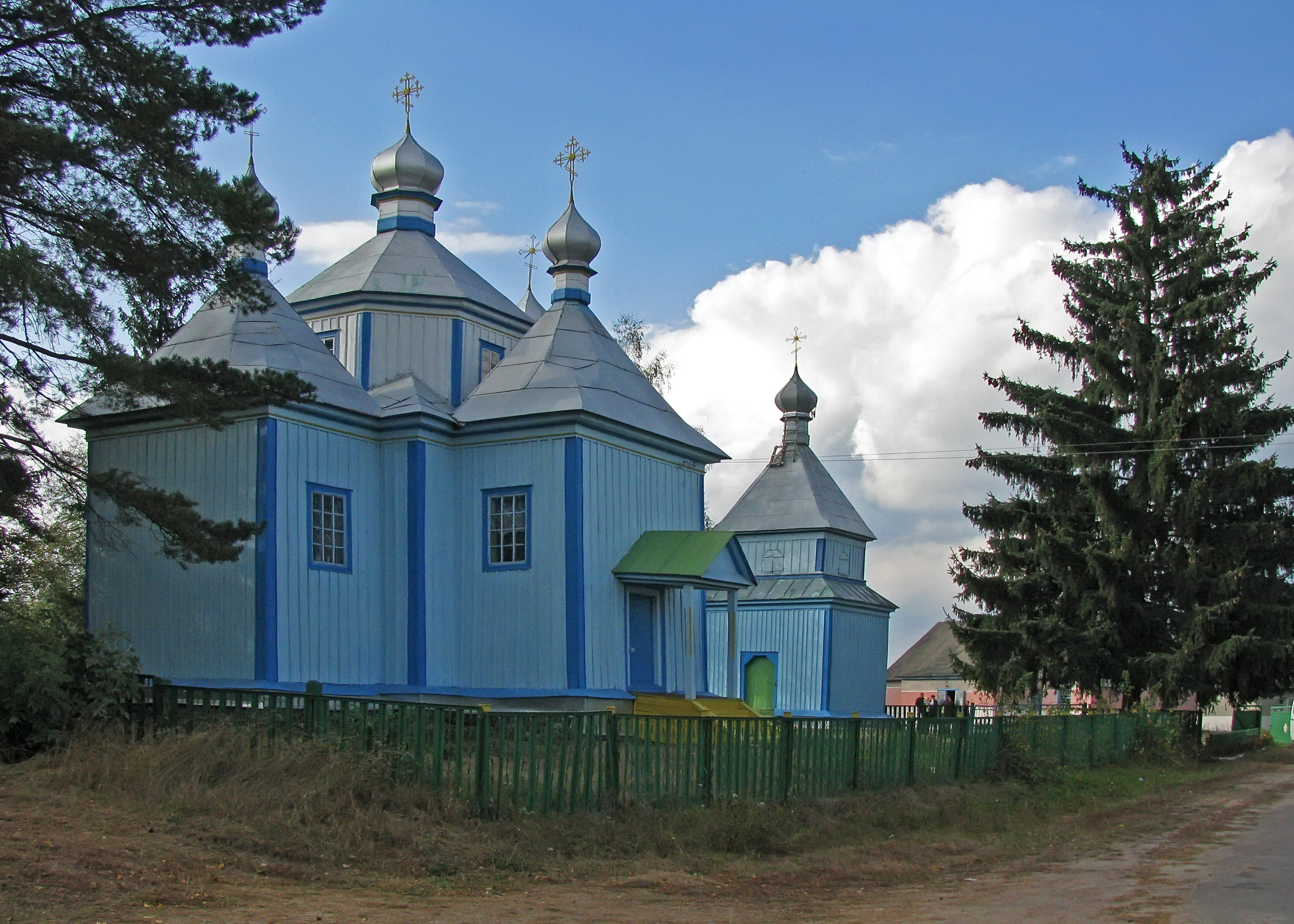
Церква

.